# Mezinárodní sklářské sympozium
Mezinárodní sklářské sympozium (zkratka IGS z anglického International Glass Symposium) se koná v severočeském Novém Boru jednou za 3 roky. Jedná se o setkání sklářů a sklářských výtvarníků z celého světa, kteří  v Novém Boru a jeho okolí po tři dny společně tvoří. V roce 2018 proběhl již 13. ročník. Akce vznikla v roce 1982, kdy byla pořadatelem firma Crystalex. Třináctý ročník se uskutečnil ve spolupráci s místními sklářskými firmami, muzeem a sklářskými školami v Novém Boru a Kamenickém Šenově.

## Galerie

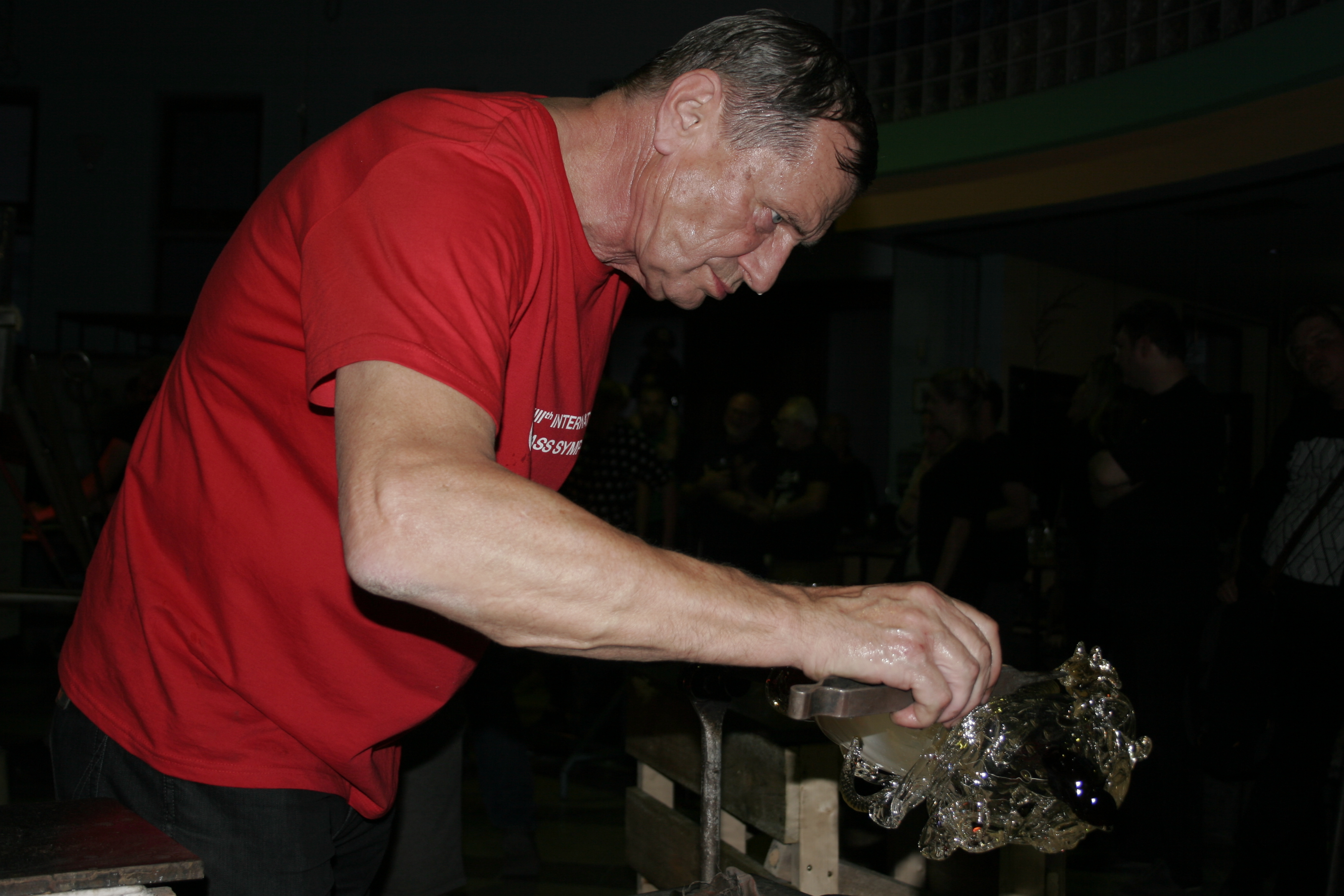
Práce na skle (IGS 2018)
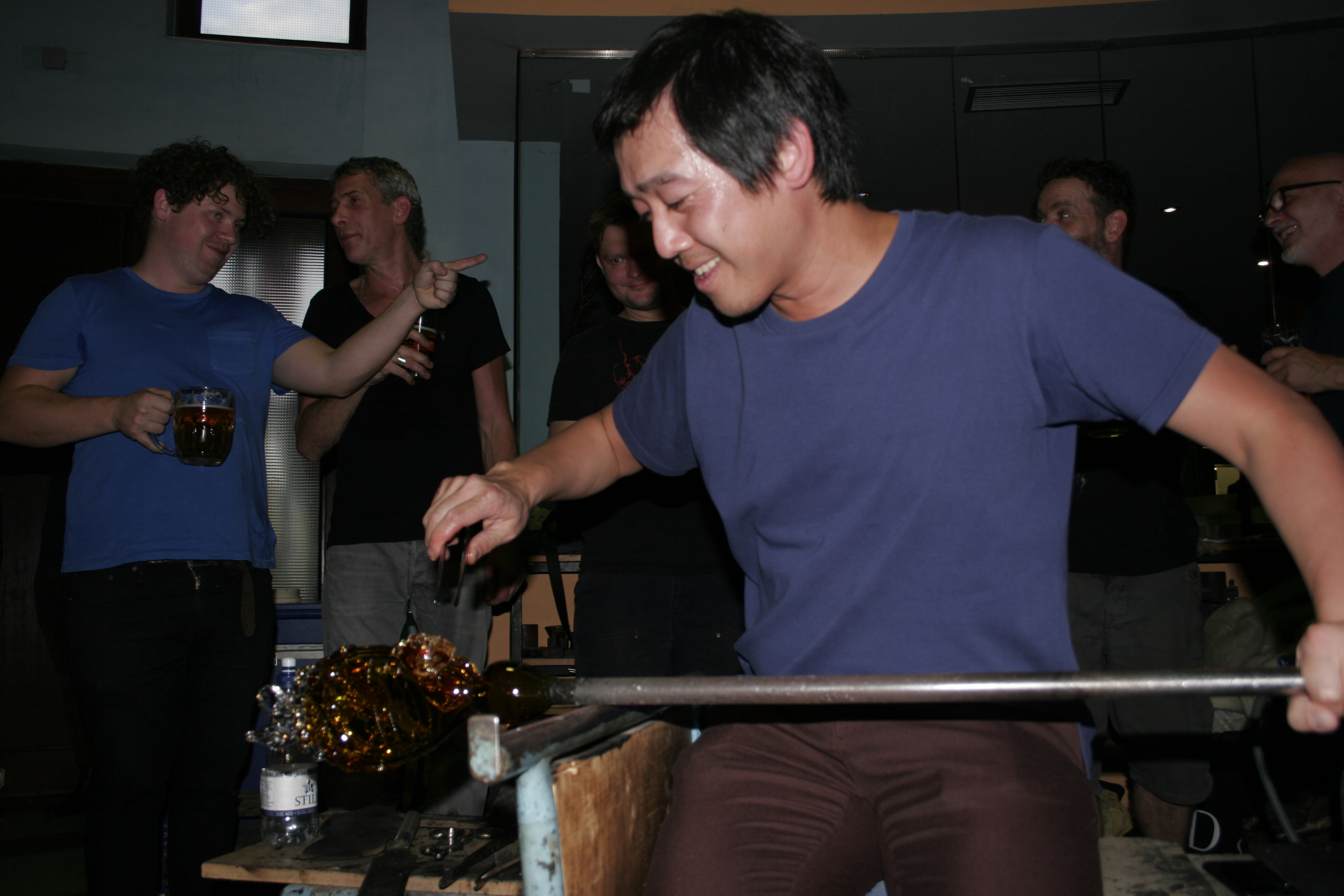
Masahiro Sasaki v huti Ajeto Art Glass Museum tvoří v rámci IGS 2018
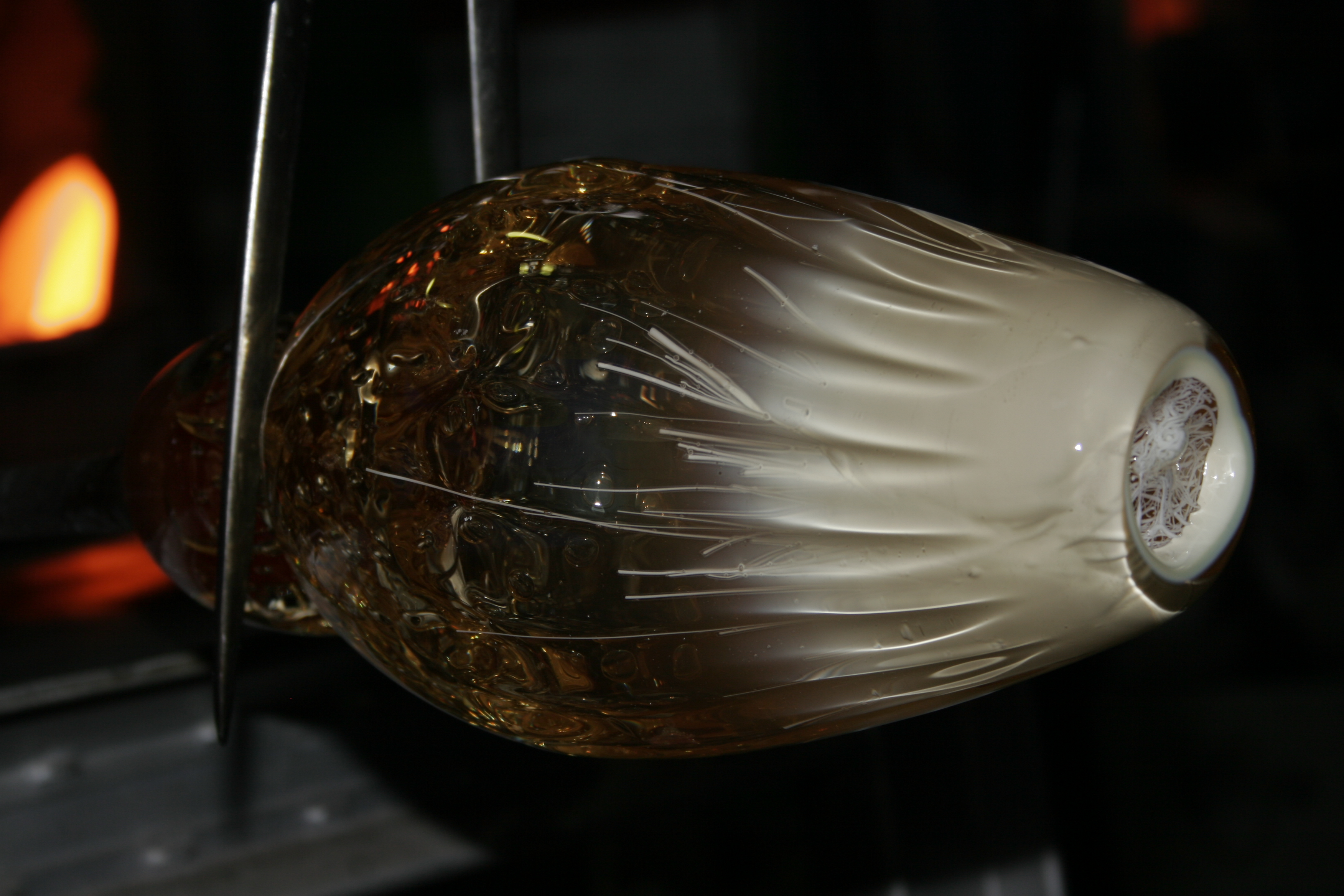
Tvorba v rámci IGS 2018